# Келлі Ґаллетт
Келлі Ґаллетт (англ. Kelly Gullett; нар. 1 січня 1977) — колишній американський тенісист.
Здобув 1 парний титул.

## Фінали ATP Челленджер і ITF Ф'ючерс

### Парний розряд: 9 (3–6)
| Легенда              |
| -------------------- |
| ATP Челленджер (1–4) |
| ITF Ф'ючерс (2–2)    |

| Фінали за покриттям |
| ------------------- |
| Тверде (3–5)        |
| Ґрунт (0–0)         |
| Трава (0–0)         |
| Килим (0–1)         |

| Результат | В-П | Дата     | Турнір                | Рівень     | Покриття | Партнер            | Суперники                           | Рахунок       |
| --------- | --- | -------- | --------------------- | ---------- | -------- | ------------------ | ----------------------------------- | ------------- |
| Перемога  | 1–0 | Жов 1999 | США F15, Бомонт       | Ф'ючерс    | Тверде   | Зак Флейшман       | Вінн Крісвелл Роб Ґівон             | 6–1, 7–6      |
| Поразка   | 1–1 | Лис 1999 | США F17, Гаттісбург   | Ф'ючерс    | Тверде   | Зак Флейшман       | Гарет Вільямс Джефф Вільямс         | 3–6, 3–6      |
| Перемога  | 2–1 | Лис 1999 | США F18, Лафаєтт      | Ф'ючерс    | Тверде   | Зак Флейшман       | Марк Лафрін Алекс Вітт              | 6–4, 6–7, 7–6 |
| Поразка   | 2–2 | Чер 2000 | Таллахассі, США       | Челленджер | Тверде   | Брендон Гоук       | Марк Ноулз (тенісист) Марк Мерклейн | 6–7(3–7), 2–6 |
| Поразка   | 2–3 | Гру 2000 | США F29, Лагуна-Нігел | Ф'ючерс    | Тверде   | Д'ялмар Сістерманс | Кароль Бек Седрік Кауфманн          | 2–6, 3–6      |
| Поразка   | 2–4 | Бер 2001 | Кіото, Японія         | Челленджер | Килим    | Брендон Гоук       | Ноам Бер Ноам Окун                  | 3–6, 5–7      |
| Поразка   | 2–5 | Лип 2001 | Аптос, США            | Челленджер | Тверде   | Ґевін Сонтаґ       | Брендон Гоук Роберт Кендрік         | 5–7, 5–7      |
| Перемога  | 3–5 | Сер 2001 | Бронкс, США           | Челленджер | Тверде   | Боббі Кокавец      | Ендрю Ніскер Ґевін Сонтаґ           | 6–4, 6–3      |
| Поразка   | 3–6 | Лис 2001 | Ноксвілл, США         | Челленджер | Тверде   | Брендон Коуп       | Джефф Моррісон Марді Фіш            | 3–6, 0–6      |